# Uí Fáeláin
Uí Fáeláin est le nom d'un sept issu des Uí Dúnlainge une des lignées royales du royaume de Leinster en Irlande.

## Historique
Les Uí Fáeláin sont les descendants de Fáelán mac Murchado († 738) l'un des trois fils de Murchad mac Bran Mut. Pendant près de trois siècles, de 776 à 1018, neuf des membres de cette lignée occupèrent le trône de Leinster en alternance avec leurs parents  Uí Muiredaig et Uí Dúnchada.
Avant le XIIe siècle, leur domaine avait pour centre Nás na Ríogh, actuellement Naas dans la partie est de la plaine de la Liffey : « Airthir Liphi », au nord de l'actuel comté de Kildare. Il correspondait aux baronnies de North Nass, North et South Salt, Clane, Ikeathy et Outhermany, ainsi qu'à des portions des baronnies voisines. Les O'Broin ou O'Byrne, une branche des Uí Fáeláin, fut contrainte d'abandonner son patrimoine pour s'établir dans les montagnes de Wicklow peut-être dès le XIe siècle. Le royaume Uí Garrchon des Uí Ferhail dans l'actuel comté de Wicklow devient le centre de la seigneurie médiévale Uí Broin. Leur territoire prend le nom de Crioch Bhranach et inclut la baronnie de Newcastel avec quelques portions des baronnies de Ballinacor et d'Arklow. Les MacKeoghs exerçaient la fonction de bardes héréditaires des O'Byrne.

## Généalogie
Selon le manuscrit de Rawlinson la généalogie des premiers Uí Fáeláin est la suivante :
Domnal mc Cerbaill m. Murchada m. Máel Mórda m. Cerbaill m. Fáeláin m. Murchada m. Find m. Máel Mórda m. Muirecain m. Diarmata m. Rhuadri m. Fáeláin m. Murchada m.Bran Mut († 693)

## Sources
- (en) T.W Moody, F.X. Martin, F.J. Byrne, A New History of Ireland IX Maps, Genealogies, Lists. A companion to Irish History part II, Oxford, Oxford University Press, 2011, 690 p. (ISBN 978-0-19-959306-4), p. 134 & 200 Kings of Leinster to 1171
- (en) Francis John Byrne, Irish Kings and High-Kings, Dublin, Four Courts Press, 2001, 341 p. (ISBN 978-1-85182-196-9), p. 150-151, 160-163.
- (en) Donnchadh Ó Corráin, Ireland before the Normans, Dublin, Gill & Macmillan, 1972, p. 186 Kings of Leinster Uí Fáeláin.